# Wiszniowka (rejon korieniewski)
Wiszniowka (ros. Вишнёвка) – wieś (ros. деревня, trb. dieriewnia) w zachodniej Rosji, w sielsowiecie komarowskim rejonu korieniewskiego w obwodzie kurskim.

## Geografia
Miejscowość położona jest nad rzeką Snagost, 4,5 km od centrum administracyjnego sielsowietu komarowskiego (Komarowka), 9,5 km od centrum administracyjnego rejonu (Korieniewo), 103 km od Kurska.
W granicach miejscowości znajduje się 66 posesji.

## Demografia
W 2010 r. miejscowość zamieszkiwało 49 osób.